# Самойловский (Волгоградская область)
Самойловский — хутор в Кумылженском районе Волгоградской области России. Входит в состав Кумылженского сельского поселения. Население 1 чел. (2010).

## История
В соответствии с Законом Волгоградской области от 14 февраля 2005 года № 1006-ОД «Об установлении границ и наделении статусом Кумылженского района и муниципальных образований в его составе» хутор вошёл в состав образованного Кумылженского сельского поселения.

## География
Расположен в  западной части региона, в лесостепи, в пределах Хопёрско-Бузулукской равнины, являющейся южным окончанием Окско-Донской низменности, у. Песковатка.
Абсолютная высота 62 метра над уровнем моря.

## Население
| 2010 |
| ---- |
| 1    |

Гендерный состав
По данным Всероссийской переписи населения 2010 года в гендерной структуре населения из 1 жителя - мужчина — 1 (100%), женщин — 0 .
Национальный состав
Согласно результатам переписи 2002 года, в национальной структуре населения
русские составляли  100 % из общей численности населения в 7 чел. .

## Инфраструктура
Было развито личное подсобное хозяйство.

## Транспорт
Просёлочные дороги. 